# Erra

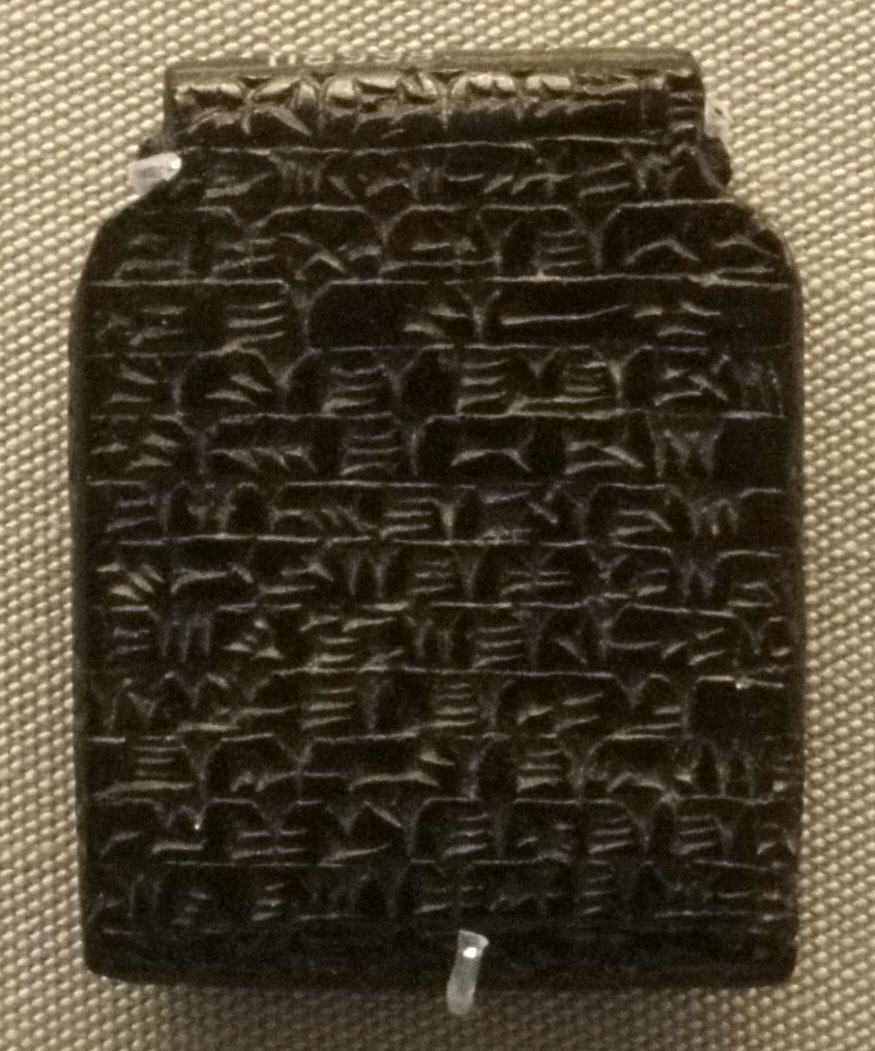

Erra nella mitologia mesopotamica è il dio della peste e della distruzione che è responsabile dei periodi di confusione politica. Ad un certo punto è stato assimilato a Nergal e secondo alcune versioni dei miti è il marito della dea Ereškigal.

## Epopea di Erra
La poesia si apre con un'invocazione. Il dio Erra dorme a tratti con la sua consorte (identificata con Mamītum e non con la dea madre Mami) ma viene svegliato dal suo consigliere Išum e dai Sette (Sibitti o Sebetti), che sono i figli del cielo e terra "campioni senza pari" è la formula ripetuta e a ciascuno di essi viene assegnato un destino distruttivo da Anu.
I Sibitti chiamano Erra a guidare la distruzione dell'umanità. Išum cerca di placare la violenza risvegliata da Erra, senza successo. Popoli stranieri invadono Babilonia, ma sono colpiti dalla peste. Persino Marduk, il patrono di Babilonia, cede il suo trono a Erra per un po' di tempo. Le Tavole II e III sono occupate da un dibattito tra Erra e Išum. Erra va in battaglia a Babilonia, Sippar, Uruk, Dūr-Kurigalzu e Dēr.
Il mondo è capovolto: giusti e ingiusti vengono uccisi allo stesso modo. Erra ordina a Išum di completare l'opera sconfiggendo i nemici di Babilonia. Quindi il dio si ritira al suo posto in Emeslam con i terrificanti Sette e l'umanità è salva. Una preghiera propiziatoria conclude l'opera.
Il poema deve essere stato centrale per la cultura babilonese: almeno trentasei copie sono state recuperate da cinque siti del primo millennio:  Assur, Babilonia, Ninive, Sultantepe e Ur. Luigi Giovanni Cagni, noto assiriologo e storico delle religioni fa notare che sono stati recuperati dall'Epopea di Gilgamesh.
Il testo appare ad alcuni lettori come una mitizzazione dei tumulti storici in Mesopotamia, sebbene gli studiosi non siano d'accordo sugli eventi storici che hanno ispirato il poema: il poeta esclama (tavola IV:3) "Hai cambiato la tua divinità e ti sei fatto come un uomo."
Parti del testo furono incise su amuleti impiegati per l'esorcismo e come profilassi contro la peste. I Sette sono conosciuti da una serie di testi di incantesimi accadici: i loro nomi demoniaci variano, ma il loro numero è invariabile.
Le cinque tavolette contenenti l'Epopea di Erra furono pubblicate per la prima volta nel 1956 con un testo migliorato, basato su ulteriori ritrovamenti.